# The Illusion of Progress
The Illusion of Progress (с англ. — «Иллюзия прогресса») — шестой студийный альбом американской метал-группы Staind, выпущенный 19 августа 2008 года. Альбом был продюсирован Джонни К. и записан в домашней студии солиста Аарона Льюиса. Он дебютировал под номером 3 в Billboard 200 с 91 800 проданных единиц за первую неделю. Это их последний альбом, который был выпущен на Flip Records. The Illusion of Progress сильно отличается по звучанию от остальных альбомов группы и является её самой спокойной и мелодичной работой, а также единственным альбомом в дискографии, не относящимся к ню-металу.
Первый сингл «Believe» достиг пика под первым номером в чарте Alternative Songs и держался три недели.
Второй сингл «All I Want» вышел 24 ноября. Видео продолжило историю первого сингла и было доступно на сети Myspace группы Staind 12 декабря. В Европе вторым синглом был «The Way I Am», и его видео было доступно на официальном сайте Staind с 24 декабря. «This Is It» был выпущен как последний сингл с альбома.
Льюис записал кантри-версию девятого трека альбома «Tangled Up in You» в своем сольном EP Town Line 2011 года.

## Список композиций
| №                   | Название              | Длительность |
| ------------------- | --------------------- | ------------ |
| 1.                  | «This Is It»          | 3:43         |
| 2.                  | «The Way I Am»        | 4:18         |
| 3.                  | «Believe»             | 4:17         |
| 4.                  | «Save Me»             | 4:52         |
| 5.                  | «All I Want»          | 3:30         |
| 6.                  | «Pardon Me»           | 5:02         |
| 7.                  | «Lost Along the Way»  | 4:20         |
| 8.                  | «Break Away»          | 4:10         |
| 9.                  | «Tangled Up in You»   | 4:35         |
| 10.                 | «Raining Again»       | 3:53         |
| 11.                 | «Rainy Day Parade»    | 4:17         |
| 12.                 | «The Corner»          | 5:17         |
| 13.                 | «Nothing Left to Say» | 4:40         |
| Общая длительность: | Общая длительность:   | 56:54        |

## Прием
Первоначальный критический ответ варьировался от смешанного до среднего. В Metacritic, который присваивает нормализованные оценки из 100 рецензиям основных критиков, альбом получил средний балл 53, основанный на 8 отзывах.

## Продвижение
Чтобы продвигать альбом, группа уговорила своих поклонников серией интимных, закулисных «webisodes», размещенных на staind.com, документирующих процесс их записи. Премьера песни Staind также состоялась по всему миру на американской станции KYSR в Лос-Анджелесе. Staind также выпустил песню «This Is It» на iTunes уже в виде сингла. «This Is It» был выпущен в качестве загружаемого трека для видеоигры Rock Band 29 июля для Xbox 360 и 31 июля для PlayStation 3. «This Is It» также было включено в саундтрек к фильму 2009 года «Трансформеры: Месть падших».

## Звук
Льюис прокомментировал: «Мы вошли в студию с мыслью о том, чтобы сделать нашу самую тяжёлую запись, но вышедшая запись имеет ароматы Pink Floyd и блюза. Мы не использовали те же штуки, которые мы используем на сцене; Я использовал все винтажные гитары и усилители, и мне это очень по душе. Песни довольно вечны по своей текстуре». Группа называет новый проект «самым музыкальным CD», который они когда-либо записывали.

## Чарты
| Чарт                                     | Позиция |
| ---------------------------------------- | ------- |
| Billboard 200                            | 3       |
| Top Modern/Alternative Rock Albums Chart | 2       |
| Top Internet Albums Chart                | 1       |
| Top Digital Albums Chart                 | 1       |
| Canada                                   | 16      |
| UK                                       | 73      |

## Участники записи
- Аарон Льюис — ведущий вокал, ритм-гитара
- Майк Машок — ведущая гитара
- Джонни Эйприл — бас-гитара, бэк-вокал
- Джон Уайсоки — барабаны
- Джонни К — клавишные, производство
- Джон Пирруччелло — педальная слайд-гитара
- Рик Барнс — слайд-гитара
- Стиви Блэк — оркестровка